# Elaptus prionoides
Elaptus prionoides är en skalbaggsart som först beskrevs av Francis Polkinghorne Pascoe 1875.  Elaptus prionoides ingår i släktet Elaptus och familjen långhorningar. Inga underarter finns listade i Catalogue of Life.